# Толочков (деревня)
Толочков (бел. Талочкаў) — деревня в Тихиничский сельсовете Рогачёвского района Гомельской области Беларуси.

## География

### Расположение
В 31 км на северо-запад от районного центра и железнодорожной станции Рогачёв (на линии Могилёв — Жлобин), 152 км от Гомеля.

### Гидрография
На юге мелиоративный канал.

## Транспортная сеть
Транспортные связи по просёлочной, затем автомобильной дороге Бобруйск — Гомель. Планировка состоит из прямолинейной улицы, близкой к широтной ориентации, к которой с востока присоединяется короткая меридиональноя улица. Застройка деревянная, усадебного типа.

## История
В 1704 году упоминается как деревня в составе имения Тихиничи в Речицком повете ВКЛ. В XIX веке деревня в Тихиничской волости Рогачёвского уезда Могилёвской губернии. С 1880 года действовал хлебозапасный магазин. Согласно переписи 1897 года действовали школа грамоты, хлебозапасный магазин. В 1909 году 479 десятин земли. В этом же году была открыта школа, которая размещалась в наёмном крестьянском доме, а в 1910 году специально для неё было построено здание.
В 1931 году жители вступили в колхоз. Во время Великой Отечественной войны каратели 13 августа 1943 года полностью сожгли деревню и убили 208 жителей (похоронены в могиле жертв фашизма в центре деревни). 4 жителя погибли на фронте. В 1979 году в деревню переселилась часть жителей посёлок Новая Александровка (не существует). В составе совхоза «Тихиничи» (центр — деревня Тихиничи).

## Население

### Численность
- 2022 год — 4 хозяйств, 7 жителей.

### Динамика
- 1881 год — 34 двора, 199 жителей.
- 1897 год — 42 двора, 237 жителей (согласно переписи).
- 1909 год — 46 дворов 328 жителей.
- 1940 год — 61 двор, 260 жителей.
- 1959 год — 169 жителей (согласно переписи).
- 2004 год — 8 хозяйств, 13 жителей.